# Arques, Aude

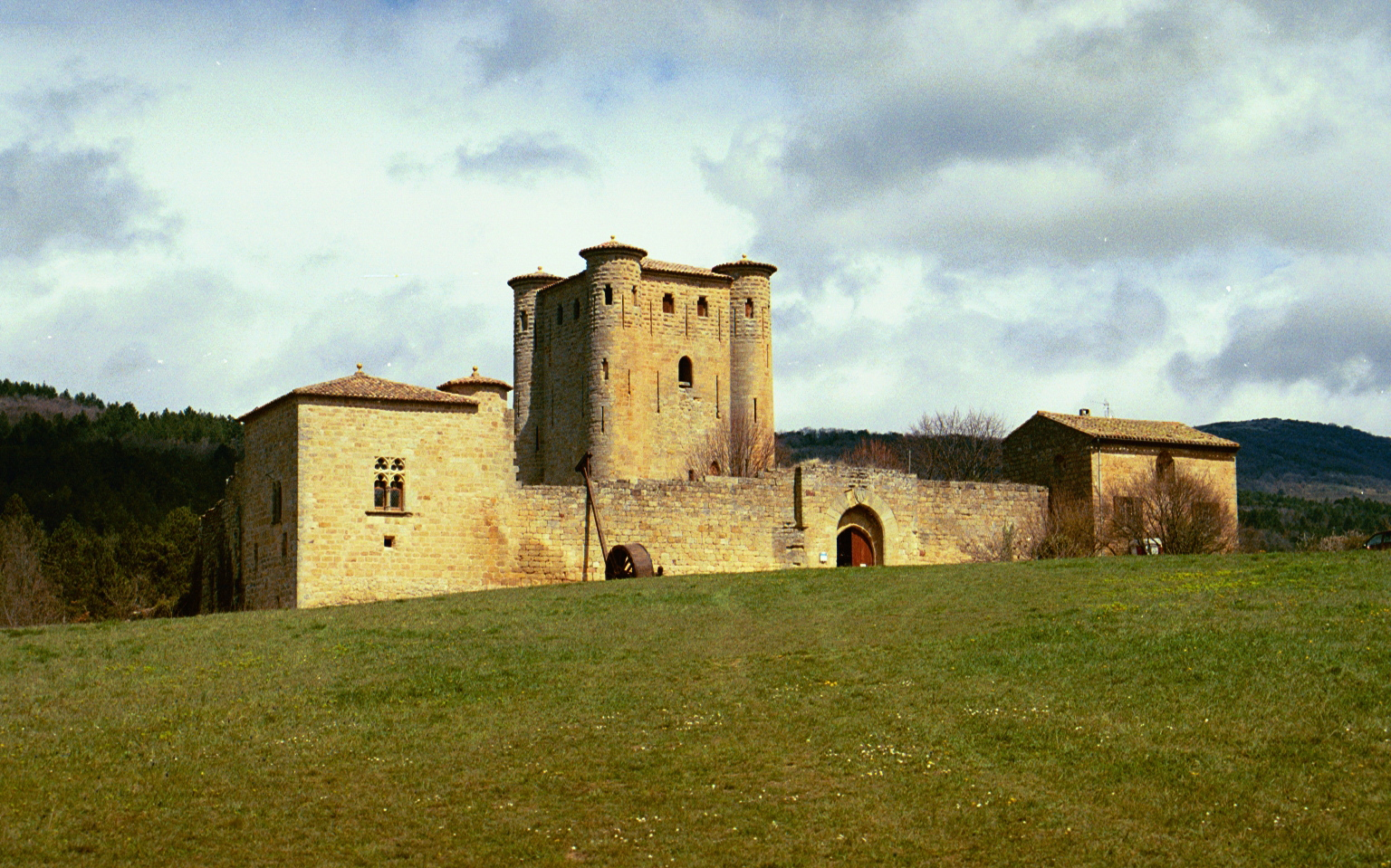
Château d'Arques

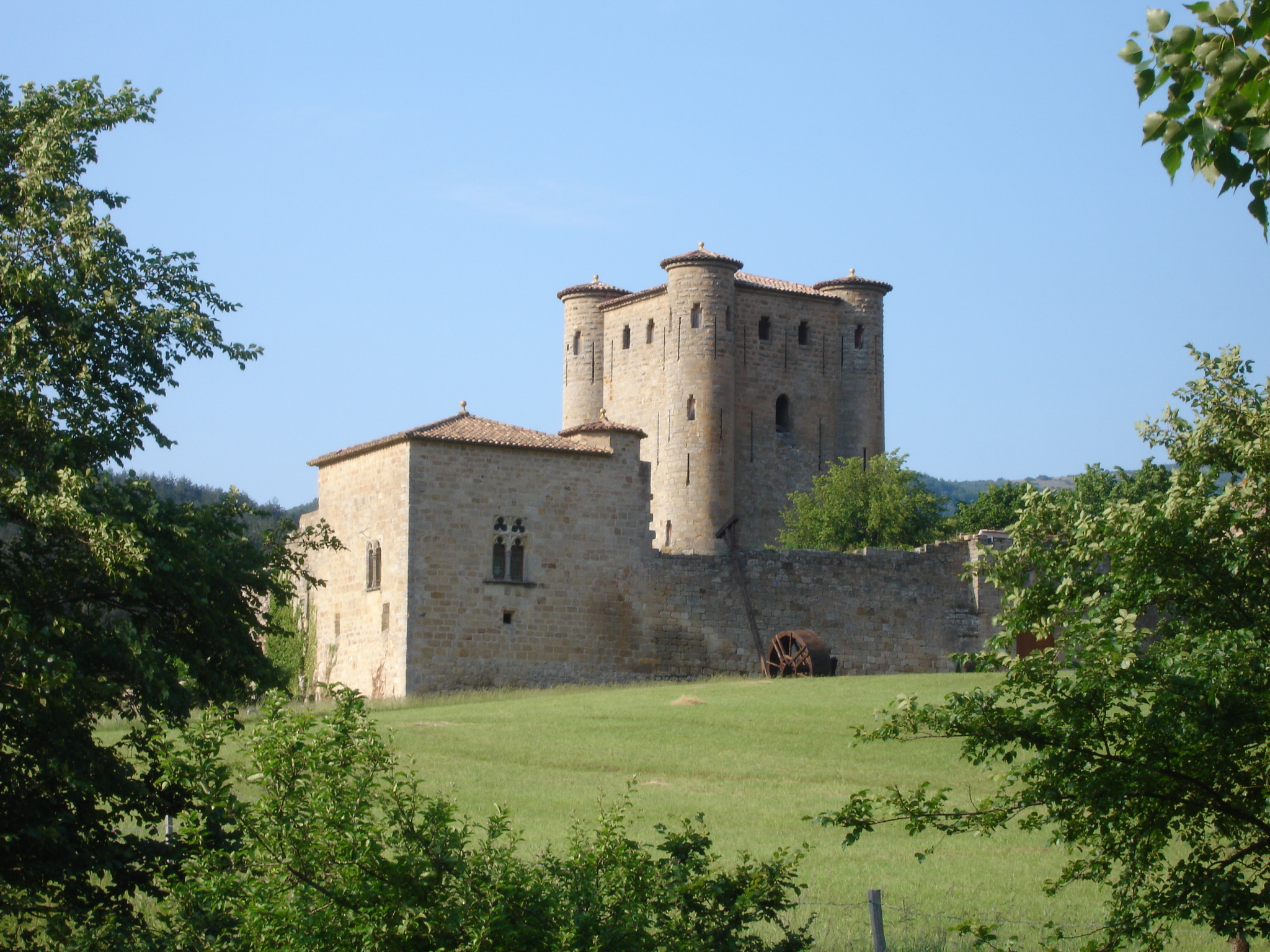
Château d'Arques

Arques là một xã của Pháp, nằm ở tỉnh Aude trong vùng Occitanie.
Người dân địa phương trong tiếng Pháp gọi là Arquois.

## Hành chính
| Danh sách các xã trưởng                |           |               |      |                                        |
| Giai đoạn                              | Giai đoạn | Tên           | Đảng | Tư cách                                |
| tháng 3 năm 2001                       | 2014      | Henri Barbaza |      |                                        |
|                                        | 2001      | Roché Hubert  |      | Conseiller général du Canton de Couiza |
| Tất cả các dữ liệu trước đây không rõ. |           |               |      |                                        |

## Thông tin nhân khẩu
| Năm | 1962 | 1968 | 1975 | 1982 | 1990 | 1999 |
| --- | ---- | ---- | ---- | ---- | ---- | ---- |
| Dân số | 185  | 210  | 190  | 201  | 210  | 199  |
| From the year 1968 on: No double counting—residents of multiple communes (e.g. students and military personnel) are counted only once. |      |      |      |      |      |      |